# Der Spitzenkandidat
Der Spitzenkandidat (Originaltitel: The Front Runner) ist eine US-amerikanische Filmbiografie und ein Polit-Filmdrama aus dem Jahr 2018 von Jason Reitman.
Basierend auf dem Buch All the Truth Is Out: The Week Politics Went Tabloid von Matt Bai wird die Präsidentschaftskandidatur des US-amerikanischen Demokraten Gary Hart im Jahr 1988 behandelt. Der Film hatte am 31. August 2018 beim Telluride Film Festival Premiere. Columbia Pictures war die beteiligte Filmproduktionsgesellschaft.

## Handlung
Gary Hart, ein demokratischer Senator aus Colorado, entscheidet, nach dem parteiinternen Vorwahlen um die Präsidentschaftskandidatur im Jahr 1984, bei denen er Walter Mondale unterlag, sich erneut als Kandidat für die Vorwahlen der Präsidentschaftswahl in den Vereinigten Staaten im Jahr 1988 aufzustellen.
Seine erneute Kandidatur wird von den Parteikollegen positiv aufgenommen. Harts Wahlkampf verläuft 1987 gut und er beschließt gegen den Willen seines Managers Bill Dixon, sich von den Medien für ein Wochenende außerhalb des Wahlkampfs begleiten zu lassen.
Doch kurz darauf erscheinen Fotos von ihm, der verheiratet ist, mit einer fremden Frau im Miami Herald. Der verzweifelte Versuch, seine Reputation durch ein Statement zu retten, misslingt und er scheidet aus dem Rennen um das Präsidentamt aus. Die Fremde, die sich als Harts potentielle Fundraiserin Donna Rice entpuppt, verneint, je mit Hart geschlafen zu haben, und seine Frau beschließt an der Ehe festzuhalten.

## Rezeption
Der Film erhielt überwiegend gemischte Kritiken. Größtenteils wurde die schauspielerische Leistung von Hugh Jackman gewürdigt, die sich von der „blassen“ Restbesetzung abhebe. Auf Rotten Tomatoes waren von insgesamt 208 abgegebenen Bewertungen durchschnittlich 59 Prozent positiv bei einer durchschnittlichen Punktevergabe von 6,22 von 10. Auf Metacritic erhielt der Film basierend auf 44 Kritiken einen Metascore von 61 von 100 Punkten.
Hugh Jackman wurde 2019 bei den AACTA International Awards als bester Hauptdarsteller nominiert.